# Tigani
Tigani là một bán đảo trong một danh lam thắng cảnh ở Mani trong Nam Hy Lạp.Tên của tiếng hy lạp là "frying pan". Tigani nằm quanh biển ngoài trừ thung lũng trong đất liền nói với vùng đất chính. Sự sụp đổ thành của thời kì trung cổ có thể tìm thấy ở đây,vị trí của nó và bức tường rất cứng làm cho thành đó rất khó mà thất thủ.

## Megali Maina?
Nhiều nhà sử học tin rằng Tigani là vị trí của thành Megali Maina ((còn gọi là Grande Magne))bởi vì Tigani có nhiều manh mối diễn tả về Megali Maina trong lịch sử.Nó nói là thành được xây trong thể kỷ 13 bởi  Frankish crusaders ai đến Mani và Peloponnese sau đó lấy đi Constantinopolis.
Tigani được thay tên thành Pythagorio trong năm 1955 trong vinh dự của Pythagoras.